# Valentina Novikova
Valentina Viktorovna Novikova (in russo Валентина Викторовна Новикова?; 5 gennaio 1984) è un'ex fondista russa.

## Biografia
In Coppa del Mondo ha esordito il 18 febbraio 2004 a Stoccolma (51ª) e ha ottenuto il primo podio il 6 febbraio 2011 a Rybinsk (2ª).
In carriera ha preso parte a un'edizione dei Campionati mondiali, Oslo 2011 (6ª nella staffetta il miglior risultato).

## Palmarès

### Mondiali juniores
- 4 medaglie:
  - 2 ori (staffetta a Sollefteå 2003; staffetta a Stryn 2004)
  - 2 bronzi (5 km, sprint a Stryn 2004)

### Coppa del Mondo
- Miglior piazzamento in classifica generale: 34ª nel 2010
- 1 podio (a squadre):
  - 1 secondo posto